# 家中村
家中村（いえなかむら）は栃木県の中南部、下都賀郡に属していた村である。

## 地理
- 河川 - 思川

## 歴史
- 1889年（明治22年）4月1日 - 町村制施行により、家中村、合戦場村、升塚村、平川村が合併し下都賀郡家中村が成立する。
- 1955年（昭和30年）4月1日 - 赤津村と合併し都賀村となる。

## 地域
- 家中村立家中北小学校
- 家中村立家中南小学校

## 交通

### 鉄道
- 東武鉄道
  - 日光線：合戦場駅 - 家中駅

## 出身有名人
- 小平浪平（日立製作所の創業者）
- 刑部人（洋画家）